# 我的恶魔少爷
《我的恶魔少爷》（又名：恶魔少爷别吻我3&4，英文名：The Demon Master）是一部改编自锦夏末同名小说，2017年制作的网络剧。由企鹅影视、新微笑影视、澳隆影视、星睿天艺联合出品，导演覃旻执导，并且由贾征宇、余心恬、文生、李岑奕、朱俊玮、苑立若心等演员主演。该剧于2017年7月19日在苏州开机，并于2018年11月24日腾讯视频及芒果TV双网联播。

## 播放時間及平台
| 頻道     | 所在地 | 首播日期       | 备注                                                                                   |
| -------- | ------ | -------------- | -------------------------------------------------------------------------------------- |
| 腾讯视频 | 中国   | 2018年11月24日 | 腾讯视频VIP会员：24日晚20:00更新8集，会员抢先看6集 非会员：每周五、周六晚20:00更新两集 |
| 芒果TV   | 中国   | 2018年11月24日 | 芒果TV会员：24日晚20:00更新8集，会员抢先看6集 非会员：每周五、周六晚20:00更新两集      |

## 演員表
| 演員     | 角色       | 简介 |
| 贾征宇   | 韩七录     | 家世背景不凡，韓氏集團準繼承人，校草级别人物，性格傲娇，圣德学院双修金融系和天文系的高材生，是一个天才学霸。表面高冷傲娇，但内心隐藏着一颗少男心，认定了一个人就不会改变。在和安初夏订婚之后成为了宠妻狂魔，只要安初夏有需要就会出现，却也因为过于在乎安初夏而变身醋王。 |
| 余心恬   | 安初夏     | 圣德学院设计系高材生，江氏千金，性格直爽，热情善良，是个拥有阳光微笑的元气女孩，但有时会因为脾气倔强而和韩七录产生冲突，还好总能被两人的爱情给化解。在她的影响下，韩七录也更加独立和有责任感，两人在面对重重压力后感情更加深切并学会珍视彼此。                           |
| 文生     | 李深冬     | 圣德四少之首，帅气逼人，运动神经发达，男性荷尔蒙爆棚，很有男人原则，最讨厌任何不够光明磊落的行为，却是个学渣。一开始因和韩七录斗气而对安初夏穷追不舍，后渐渐因为初夏的善良与可爱而真正爱上初夏，後期選擇放手成全，與秦青相處下漸漸喜歡上她，後來在一起。                 |
| 李岑奕   | 疯少       | 与安初夏一同长大的异性好友，性格豪爽霸气，一直默默守护在初夏身边。疯少受初夏父亲委托进入圣徳学院一边进修一边保护初夏，却在意外中收获了自己的爱情 |
| 丁笑滢   | 明媛       | 长相甜美，成绩优异，从小因为家境贫寒，性格非常要强。曾真心和初夏成为好朋友，却因为初夏的设计才华和七录对其的宠爱产生了强烈的不平衡，渐渐变得偏执，後來接受秦傲。 |
| 朱俊玮   | 白秋子     | 富家千金，温柔霸氣的小姐姐，自稱与李深冬為兄妺，前期疯狂追求韓七錄，后对疯少产生情愫，兩人最終在一起。 |
| 苑立若心 | 南宫音     | 富家千金，从高中开始就喜欢李深冬，但李深冬入学后不久就喜欢上安初夏，这令南宫音更为恼火，千方百计想要除掉她。在和安初夏一行人的接触中结识了疯少，在交锋后对其产生了不一样的情愫，後退學出國。                                                                             |
| 邝晓彤   | 白雪       | 圣德学院教官兼柔道社老师，白茹的姐姐，白秋子姑姑。 |
| 王键桥   | 杨小春     | 博学的老师。 |
| 艾佳妮   | 秦青       | 秦氏千金，秦傲的妹妹，为了追求韩七录而进入圣德学院，是个戏剧狂人。坚持光明正大而热烈地追求韩七录，在七录與初夏訂婚當天綁架他們，後來與李深冬相處下漸漸喜歡上他，最後在一起。                                                                                             |
| 石锌     | 隋卞       | 圣德四少。圣德学院的四大富家公子之一，音乐才子。 |
| 何聪睿   | 寇一       | 圣德四少。圣德学院的四大富家公子之一，喜歡明媛，多次出手幫助她。 |
| 段美洋   | 袁素       | 圣德四少之一，自稱聖徳情聖。 |
| 钟欣凌   | 郝美       | 管宿老师；圣德学院的老师，喜歡龍行彪。 |
| 郭中友   | 龙行彪     | 教导主任，喜歡郝美。 |
| 汤向恩   |            | |
| 冯皓     |            | |
| 卢思宇   | 小初七     | |
| 朱奇迹   |            | |
| 廖望     | 秦傲       | 絕世婚紗設計的總裁，秦青的哥哥，喜歡明媛，後來兩人在一起。 |
| 汤志伟   | 深冬的爸爸 | |
| 吴了了   | 白茹       | 南宫音的小姐妹团，白雪的妹妹。 |
| 王丹妹   | 菲菲       | 南宫音的小跟班，唯恐天下不乱。 |
| 李芳雯   | 圓圓姐     | 七錄的媽媽。 |